# Degucie (Dubeninki)
Degucie (deutsch Dagutschen, 1938–1945 Zapfengrund) ist ein Dorf in der polnischen Woiwodschaft Ermland-Masuren. Das Dorf ist Sitz eines Schulzenamtes (polnisch Sołectwo) innerhalb der Landgemeinde Dubeninki (Dubeningken, 1938–1945 Dubeningen) im Kreis Gołdap (Goldap).

## Geographische Lage
Degucie liegt am äußersten Südostrand des Landschaftsparks Rominter Heide (polnisch: Park Krajobrazowy Puszczy Rominckiej) im Nordosten der Woiwodschaft Ermland-Masuren. Nur wenige Kilometer nördlich verläuft die polnisch-russische Staatsgrenze, und die Kreisstadt Gołdap (Goldap) ist in westlicher Richtung zu erreichen. Nur wenig mehr als fünf Kilometer südöstlich des Dorfes verlief vor 1945 die Staatsgrenze zwischen dem Deutschen Reich und Polen.

## Geschichte
Der aktuell 70 Einwohner (Stand: 2006) zählende ehemalige Ort Dagutschen ist ein früheres Salzburgerdorf. Es bestand vor 1945 aus einem Gut und drei Höfen, und einen Kilometer südwestlich des Dorfes befand sich die Försterei gleichen Namens.
Im Jahre 1874 wurde Dagutschen in den neu errichteten Amtsbezirk Adlersfelde (polnisch Orliniec) eingegliedert, der 1938 in den Amtsbezirk Unterfelde (polnisch Golubie, der Ort existiert nicht mehr) umgebildet wurde und bis 1945 zum Kreis Goldap im Regierungsbezirk Gumbinnen der preußischen Provinz Ostpreußen gehörte.
In Dagutschen waren im Jahre 1910 114 Einwohner gemeldet. Ihre Zahl verringerte sich bis 1933 auf 83 und belief sich 1939 auf 80.
Im Zuge der nationalsozialistischen Umbenennungsaktion erhielt Dagutschen am 3. Juni (amtlich bestätigt am 16. Juli) 1938 den Namen Zapfengrund. 1945 kam das Dorf im Kriegsfolge mit dem gesamten südlichen Ostpreußen zu Polen und heißt seitdem Degucie. Heute ist der Ort eine Ortschaft im Verbund der Gmina Dubeninki im Powiat Gołdapski. Von 1975 bis 1998 der Woiwodschaft Suwałki zugeordnet, gehört es seither zur Woiwodschaft Ermland-Masuren.

## Religionen
Vor 1945 war der weitaus größte Teil der Bevölkerung Dagutschens evangelischer Konfession. Das Dorf war in das Kirchspiel der Kirche Szittkehmen eingepfarrt, die zum Kirchenkreis Goldap in der Kirchenprovinz Ostpreußen der Evangelischen Kirche der Altpreußischen Union gehörte. Die wenigen katholischen Kirchenglieder orientierten sich zur Pfarrkirche in Goldap im Bistum Ermland. 
Seit 1945 sind die kirchlichen Verhältnisse umgekehrt: Die mehrheitlich katholische Einwohnerschaft nutzt das einst evangelische Gotteshaus in Żytkiejmy als ihre Pfarrkirche, die dem Dekanat Filipów im Bistum Ełk (Lyck) der Katholischen Kirche in Polen zugeordnet ist. Hier lebende evangelische Kirchenglieder gehören zur Kirchengemeinde in Gołdap, einer Filialgemeinde der Pfarrei in Suwałki in der Diözese Masuren der Evangelisch-lutherischen Kirche in Polen.

## Persönlichkeiten
- Eve Rotthoff (* 1939), deutsche Politikerin (CDU) und ehemalige Abgeordnete des Hessischen Landtags

## Verkehr
Degucie liegt 26 Kilometer östlich von Gołdap und ist über die Woiwodschaftsstraße 651, die die beiden Kreisstädte Gołdap und Sejny verbindet, über eine Stichstraße von Żytkiejmy (Szittkehmen/Schittkehmen, 1938–1945 Wehrkirchen) zu erreichen. Eine Bahnanbindung besteht seit 1945 nicht mehr. Bis dahin war Szittkehmen die nächste Bahnstation; es lag an der Bahnstrecke Gumbinnen–Goldap, die kriegsbedingt geschlossen worden ist.